# Stylomesus weddellensis
Stylomesus weddellensis là một loài chân đều trong họ Ischnomesidae. Loài này được Brandt & Andres miêu tả khoa học năm 2008.